# Carlota Joaquina, Princesa do Brazil
Pour plus de détails, voir Fiche technique et Distribution.
Carlota Joaquina, Princesa do Brazil est un film historique et satirique brésilien réalisé en 1995 et dirigé par Carla Camurati. Il est notamment interprété par Marieta Severo et Marco Nanini.

## Synopsis
Le film commence en Écosse, où la fille Yolanda entend de son oncle l'histoire de l'infante espagnole Carlota Joaquina de Bourbon. Il lui explique comment Brésil a passé d’une colonie de l'empire portugais d'outre-mer au titre du Royaume-Uni au Portugal, à travers des circonstances qui ont amené Carlota Joaquina à être la princesse du Brésil.
La mort du roi du Portugal, D. José I de Bragança, en 1777, et la déclaration de démence de la reine Dona Maria I, en 1792, ont conduit leur fils, alors le prince D. João de Bragança et son épouse, Carlota Joaquina, à la couronne portugaise. En 1807, pour échapper aux troupes napoléoniennes envahissant le Portugal, le couple et la cour ont fui vers le Rio de Janeiro, où la famille royale et une grande partie de la noblesse portugaise vivent déjà, en exil, pendant 13 ans. La couronne est donc transférée au Brésil, qui devient le Royaume-Uni du Portugal, du Brésil et Algarves.

## Fiche technique
- Titre : Carlota Joaquina, Princesa do Brazil
- Réalisation : Carla Camurati
- Scénario : Carla Camurati, Melanie Dimantas et Angus Mitchell
- Musique : André Abujamra
- Photographie : Breno Silveira
- Montage : Marta Luz et Cezar Migliorin
- Société de production : Copacabana Filmes e Produções
- Pays :  Brésil
- Genre : Comédie, historique et biopic
- Durée : 100 minutes
- Dates de sortie : 
  -  Brésil : 17 janvier 1995

## Distribution
- Marieta Severo : Charlotte-Joachime d'Espagne
- Marco Nanini : Jean VI de Portugal
- Ludmila Dayer : Charlotte-Joaquime d'Espagne (enfant)
- Maria Fernanda : Marie Ire de Portugal
- Antônio Abujamra : le comte de Mata-Porcos
- Eliana Fonseca : Custódia
- Marcos Palmeira : Pierre Ier du Brésil
- Beth Goulart : Marie-Thérèse de Portugal
- Norton Nascimento : Fernando Leão
- Romeu Evaristo : Felisbindo
- Bel Kutner : Francisca
- Aldo Leite : Francisco José Rufino de Sousa Lobato, vicomte de Vila Nova da Rainha
- Chris Hieatt : Lord Strangford
- Maria Ceiça : Gertrudes